# Rębiechów
Rębiechów – wieś w Polsce położona w województwie wielkopolskim, w powiecie krotoszyńskim, w gminie Kobylin.
W okresie Wielkiego Księstwa Poznańskiego (1815–1848) miejscowość wzmiankowana jako Rembichów należała do wsi większych w ówczesnym pruskim powiecie Krotoszyn w rejencji poznańskiej. Rembichów należał do okręgu kobylińskiego tego powiatu i stanowił część majątku Kobylin Stary, którego właścicielem był wówczas Aleksander Mielżyński. Według spisu urzędowego z 1837 roku wieś liczyła 152 mieszkańców, którzy zamieszkiwali 12 dymów (domostw).
W latach 1975–1998 miejscowość administracyjnie należała do województwa leszczyńskiego.